# Jozef Louis Frans Marie Bianchi
Jozef Louis Frans Marie Bianchi (Rotterdam, 13 oktober 1891 – Geertruidenberg, 13 december 1954) was een Nederlands politicus. 
Hij werd geboren als zoon van Josephus Henricus Anthonius Marie Bianchi (1864-1918) en Carolina Henriette Anna van der Grinten (1862-1940). Na de hbs studeerde hij aan de Landbouw Hogeschool Wageningen. Vervolgens vertrok hij naar het toenmalige Nederlands-Indië waar hij administrateur werd bij een Javaanse suikerfabriek. Na terugkeer in Nederland ging hij in 1922 als volontair werken bij de gemeente Princenhage. Bianchi werd een jaar later benoemd tot burgemeester van Geertruidenberg. In 1941 werd hij ontslagen maar enige tijd na de bevrijding keerde Bianchi terug naar zijn oude functie. Met ingang van 1 juni 1954 werd hem op zijn verzoek ontslag verleend en later dat jaar overleed hij op 63-jarige leeftijd. 